# 福克維爾 (密西西比州)
福克維爾（英語：Forkville）是位於美國密西西比州斯科特縣的非建制地區。

## 歷史
福克維爾的郵局於1895年設立，其後於1924年停運。

## 地理
福克維爾所處的海拔為高於海平面117米（即384英呎），而該地所採用的時區為UTC-6，即北美中部時區（CST）。同時該地設有夏令時間，為UTC-6調快一小時，即UTC-5（CDT）。